# 국제 표준화 기구
국제 표준화 기구(國際標準化機構, 영어: International Organization for Standardization 인터내셔널 오거니제이션 포 스탠더디제이션[*], 프랑스어: Organisation internationale de normalisation 오르가니자시옹 인테르나시오날 드 노르말리자시옹[*], 러시아어: Международная организация по стандартизации 메즈두나로드나야 오르가니자치야 포 스탄다르티자치[*], 문화어: 국제 규격화 기구(國際規格化機構)) 또는 영어 약어로 ISO는 여러 나라의 표준 제정 단체들의 대표들로 이루어진 국제적인 표준화 기구이다. 1947년에 출범하였으며 나라마다 다른 산업, 통상 표준의 문제점을 해결하기 위해 국제적으로 통용되는 표준을 개발하고 보급한다.
ISO의 회원가입 현황은 2015년 기준으로 총 163개국이 가입, 활동하고 있다.

## 역사
오늘날 ISO로 알려진 기구는 1926년에 ISA(International Federation of the National Standardizing Associations)라는 이름으로 시작하였다. 제2차 세계 대전 기간 중에 활동은 1942년에 멈추었다가 전쟁 이후에 최근에 형성된 UNSCC(United Nations Standards Coordinating Committee)에 의해 새로운 세계 표준화 기구의 형성이 제안되면서 ISA에 접근하기 시작했다. 1946년 10월, ISA와 UNSCC의 25개국 대표들은 런던에서 모임을 갖고 새로운 표준화 기구를 창설하기 위해 하나가 되기로 동의하였다. 즉, 새로운 기구는 공식적으로 1947년 2월에 운영을 시작하였다.

## 하는 일
- 표준 및 관련 활동의 세계적인 조화를 촉진시키기 위한 조치를 취한다.
- 국제 표준을 개발, 발간하며, 이 규격들이 세계적으로 사용되도록 조치를 취한다.
- 회원기관 및 기술위원회의 작업에 관한 정보의 교환을 주선한다.
- 관련 문제에 관심을 갖는 다른 국제 기구와 협력하고, 특히 이들이 요청하는 경우 표준화 사업에 관한 연구를 통하여 타 국제기구와 협력한다.[5]

## 조직
스위스 민법에 의해 설립된 비정부 기구 민간 기구로서, ISO가 정한 표준은 보통 국제 협약이나 국가 표준 제정 시 광범위하게 인용, 활용되기 때문에 국제적인 영향력이 크며 실질적으로 각국 정부의 표준 정책과 깊은 유대 관계에 있다. 특히 유럽연합의 지역표준화 기구인 CEN 과의 Vienna Agreement의 체결로 유럽의 표준이 ISO 국제표준으로 채택되는 가능성이 높아, 유럽의 영향이 매우 크다. 각국의 대표 기관을 지정하고 이 기관으로부터 추천받은 전문가들이 표준 개발에 참가한다. 의사 결정은 회원 기관에게 부여되는 1표의 투표권 행사로써 결정하는 방식을 채택하고 있다.
ISO는 전기 기기에 관한 국제 표준화를 담당하는 국제 전기 표준 회의(International Electrotechnical Commission, IEC)와는 표준 개발의 지침이되는 ISO/IEC Directives를 공동으로 활동하는 등, 상호 보완적인 협조 관계를 유지하고 있다.

## 용어
ISO 라는 명칭은 International Standards Organization 또는 그 비슷한 정식 명칭을 줄인 것이라는 오해가 많지만 ISO는 머릿글자를 딴 약칭이 아니고 그리스어의 ισος(로마자: isos, 이소스), 즉 "같다, 동일하다"라는 단어에서 따온 것이다. 국제 표준화 기구의 영어 명칭은 International Organization for Standardization, 프랑스어 명칭은 Organisation Internationale de Normalisation이어서 약자는 각각 IOS, OIN으로 서로 다르므로 기구의 창설자들은 중립적인 명칭인 ISO를 전 세계 공통의 약칭으로 택하였다. 따라서 ISO의 발음은 "아이에스오"가 아니라 아이소(또는 이소)로 읽는 것이 맞다.

## 표준
ISO에서 정해지는 각 표준마다 번호가 매겨지며 그 형식은 "ISO 표준번호:공표연도: 제목"이다.
| 번호  | 내용               |
| ----- | ------------------ |
| 639   | 언어 이름          |
| 646   | ASCII              |
| 3166  | 나라 영토          |
| 7810  | 카드 표준          |
| 8601  | 날짜 표기          |
| 9362  | 금융기관 식별      |
| 9660  | CD-ROM 파일 시스템 |
| 15924 | 문자 표기          |

## 회원국
다음은 ISO 회원국 163개국이다.
- 가나
- 가봉
- 가이아나
- 감비아
- 과테말라
- 그리스
- 나미비아
- 나이지리아
- 남아프리카 공화국
- 네덜란드
- 네팔
- 노르웨이
- 뉴질랜드
- 니제르
- 니카라과
- 대한민국
- 덴마크
- 도미니카 공화국
- 도미니카 연방
- 독일
- 라오스
- 라트비아
- 러시아
- 레바논
- 루마니아
- 룩셈부르크
- 르완다
- 리투아니아
- 마다가스카르
- 마카오
- 말라위
- 말레이시아
- 말리
- 멕시코
- 모로코
- 모리셔스
- 모리타니
- 모잠비크
- 몬테네그로
- 몰도바
- 몰타
- 몽골
- 미국
- 미얀마
- 바누아투
- 바레인
- 바베이도스
- 바하마
- 방글라데시
- 베냉
- 베트남
- 벨기에
- 벨라루스
- 벨리즈
- 보스니아 헤르체고비나
- 보츠와나
- 볼리비아
- 부룬디
- 부르키나파소
- 부탄
- 북마케도니아
- 불가리아
- 브라질
- 브루나이
- 사우디아라비아
- 상투메 프린시페
- 세네갈
- 세르비아
- 세이셸
- 세인트루시아
- 세인트빈센트 그레나딘
- 세인트키츠 네비스
- 수단
- 수리남
- 스리랑카
- 스웨덴
- 스위스
- 스페인
- 슬로바키아
- 슬로베니아
- 시리아
- 시에라리온
- 싱가포르
- 아랍에미리트
- 아르메니아
- 아르헨티나
- 아이슬란드
- 아이티
- 아일랜드
- 아제르바이잔
- 아프가니스탄
- 알바니아
- 알제리
- 앙골라
- 앤티가 바부다
- 에리트레아
- 에스와티니
- 에스토니아
- 에콰도르
- 에티오피아
- 엘살바도르
- 영국
- 오만
- 오스트레일리아
- 오스트리아
- 온두라스
- 요르단
- 우간다
- 우루과이
- 우즈베키스탄
- 우크라이나
- 이라크
- 이란
- 이스라엘
- 이집트
- 이탈리아
- 인도
- 인도네시아
- 일본
- 자메이카
- 잠비아
- 조선민주주의인민공화국
- 조지아
- 중화인민공화국
- 짐바브웨
- 체코
- 칠레
- 카메룬
- 카자흐스탄
- 카타르
- 캄보디아
- 캐나다
- 케냐
- 코스타리카
- 코트디부아르
- 콜롬비아
- 콩고 민주 공화국
- 쿠바
- 쿠웨이트
- 크로아티아
- 키르기스스탄
- 키프로스
- 타지키스탄
- 탄자니아
- 태국
- 튀르키예
- 토고
- 투르크메니스탄
- 튀니지
- 트리니다드 토바고
- 파나마
- 파라과이
- 파키스탄
- 파푸아뉴기니
- 팔레스타인
- 페루
- 포르투갈
- 폴란드
- 프랑스
- 피지
- 핀란드
- 필리핀
- 헝가리

## 나라별 현황

### 대한민국
대한민국에서는 (전)공업진흥청 표준국이 KBS(Korean Bureau of Standards) 라는 명칭으로 1963년 ISO에 회원(Member body)으로 최초 가입하였으며, 정부조직개편에 따라 1997년 국립기술품질원(KNITQ: Korean National Institute of Technology and Quality)으로 회원기관 명칭 변경 신청을 하였고, 1999년 이후로는 기술표준원(KATS: Korean Agency for Technology and Standards)이 정회원으로 활동하고 있다.

## 같이 보기
- 디지털 객체 식별자
- 표준화 기구
- 기술표준원